# Cimetière militaire britannique de Seraucourt-le-Grand

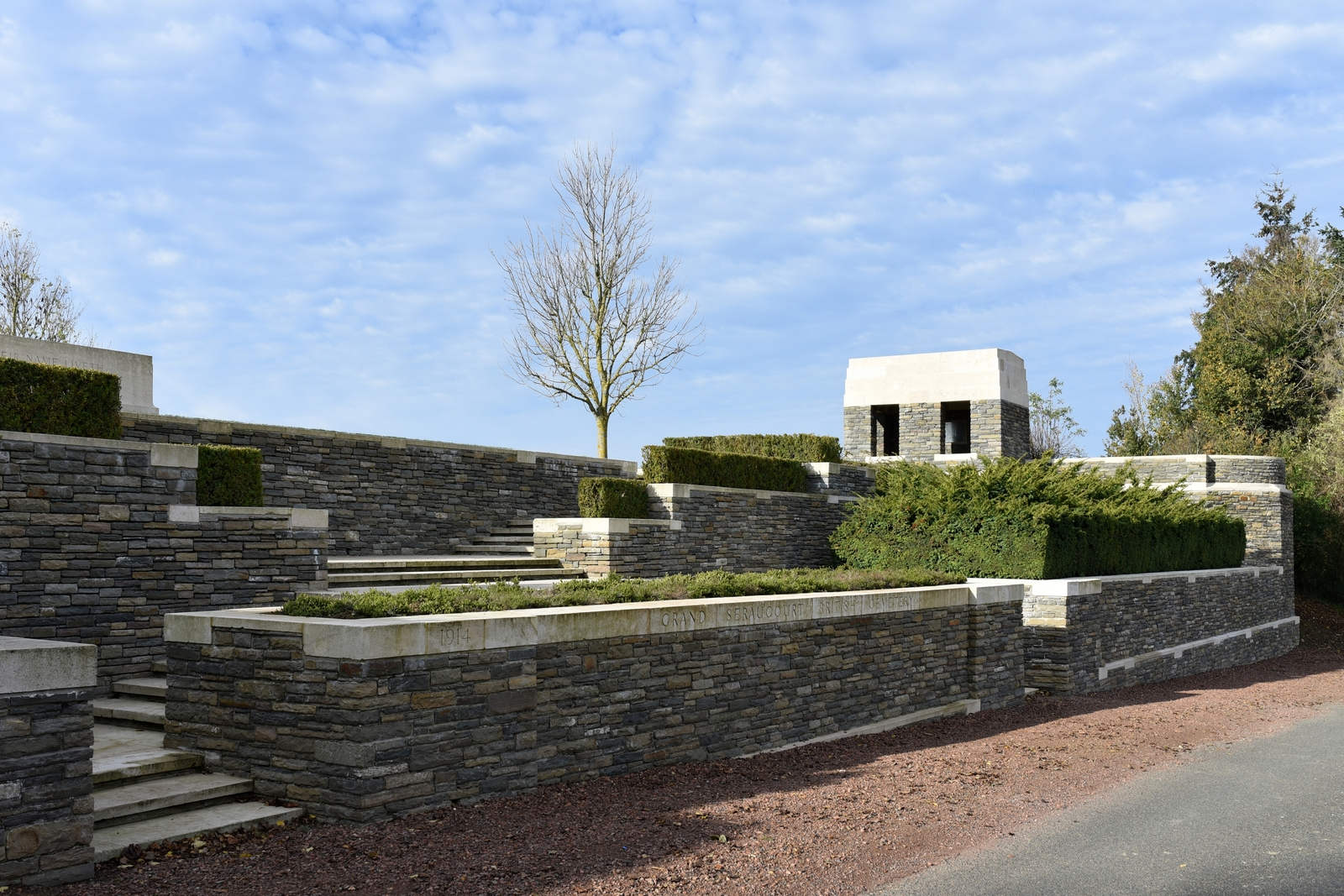
Escalier du cimetière

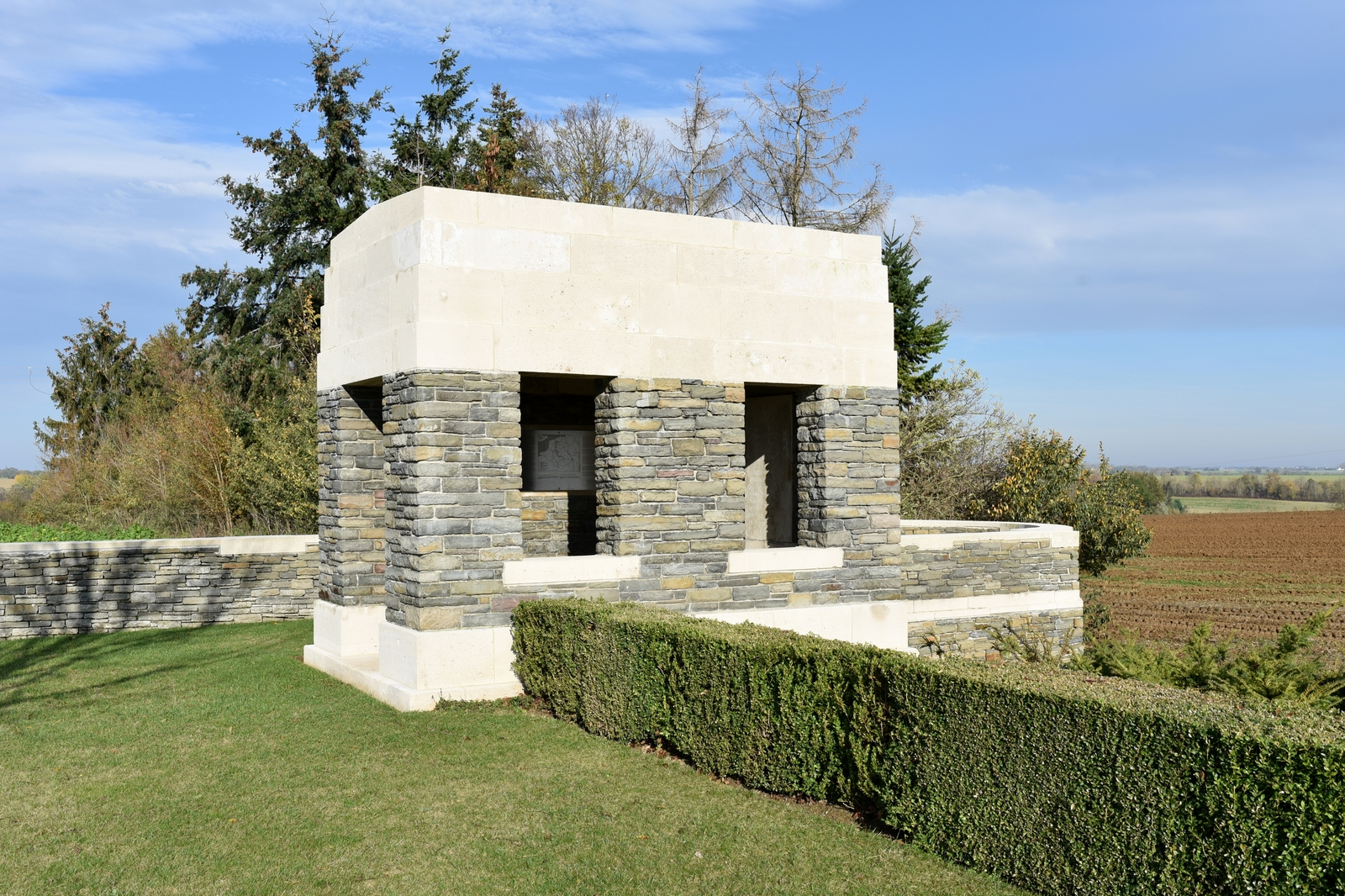
Edicule du cimetière

Le cimetière militaire britannique de Seraucourt-le-Grand est un cimetière militaire datant de la Première Guerre mondiale situé sur le territoire de la commune de Seraucourt-le-Grand, dans le département de l'Aisne.

## Historique
Le cimetière britannique de Seraucourt a été créé de 1920 à 1926, on y a regroupé les dépouilles de soldats inhumées dans des tombes situées sur le champ de bataille des environs, tués pour la plupart en 1918.

## Description
Le cimetière rassemble 1 378 corps dont : 1 371 Britanniques, 5 Canadiens et 2 Australiens. Parmi eux figurent une vingtaine d'aviateurs abattus en 1944. Seuls 496 corps ont été identifiés.

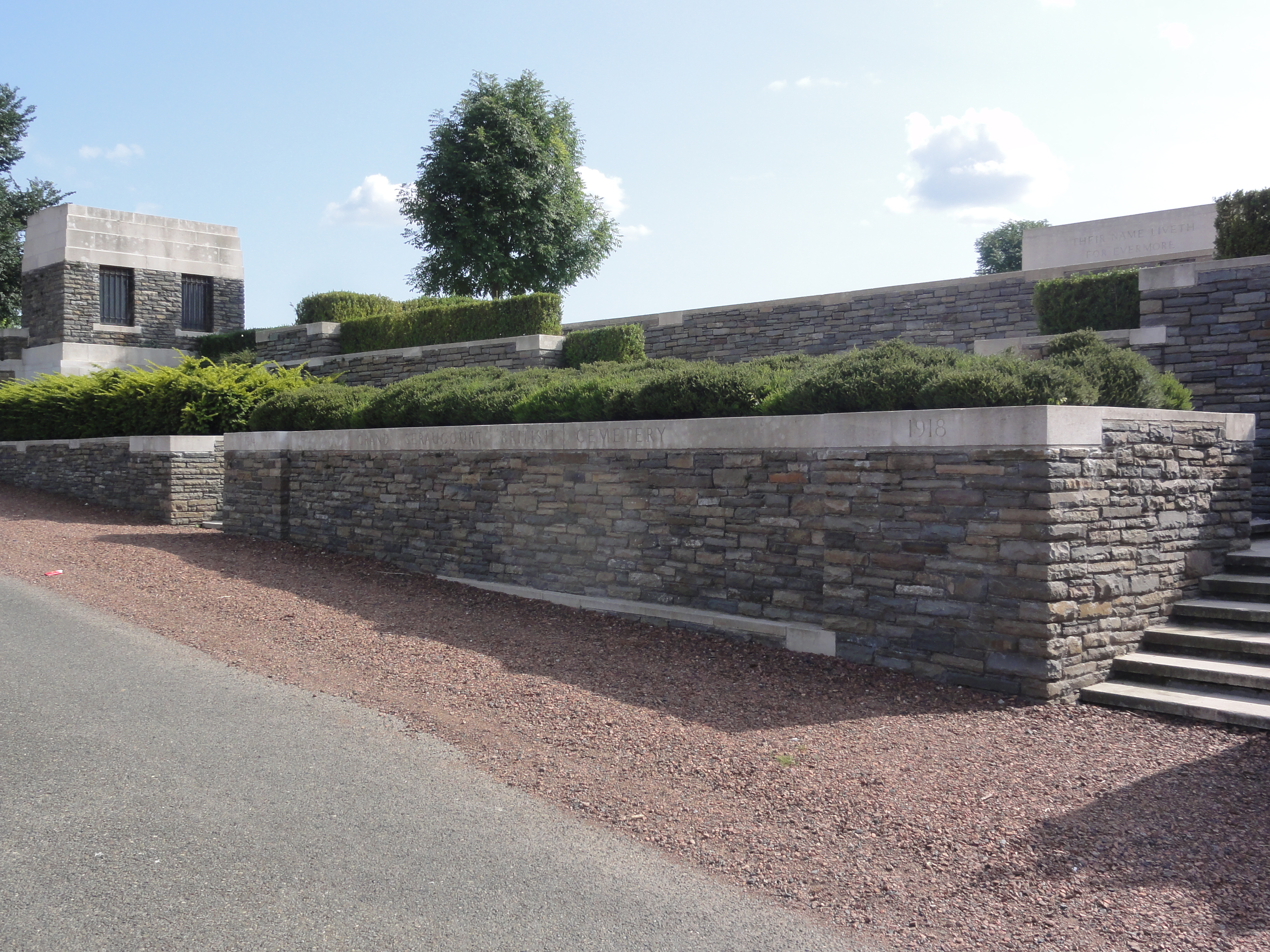
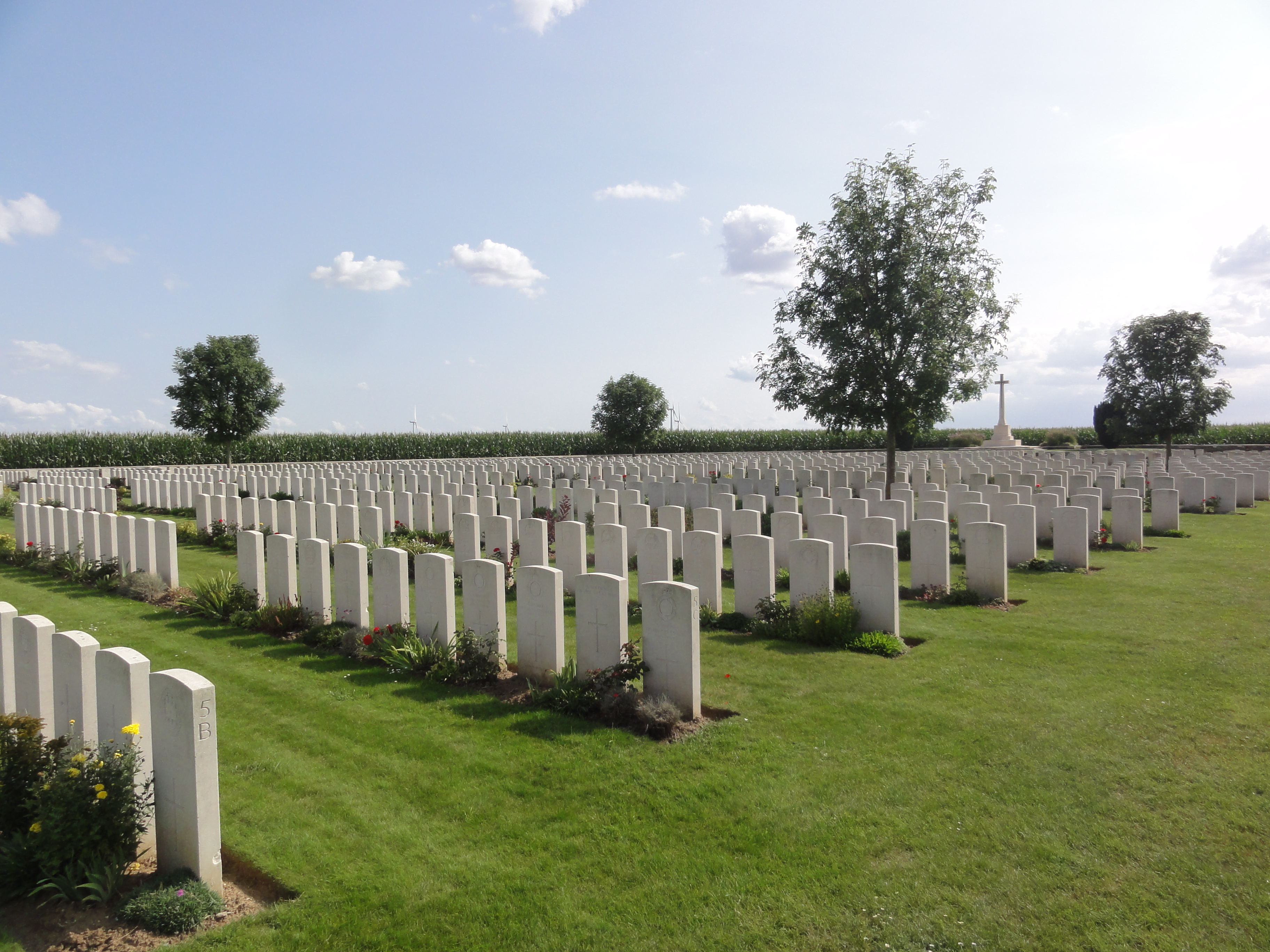
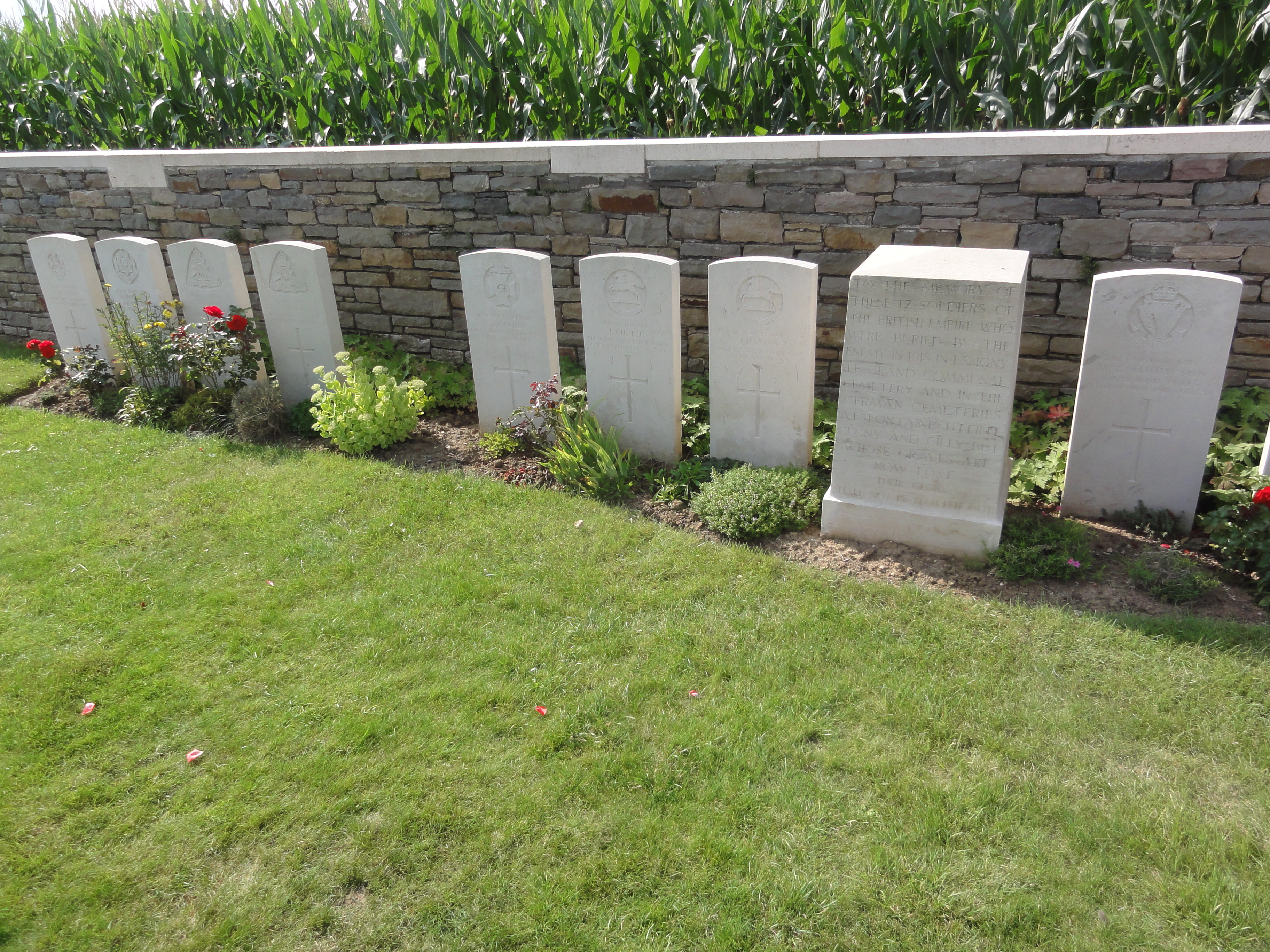
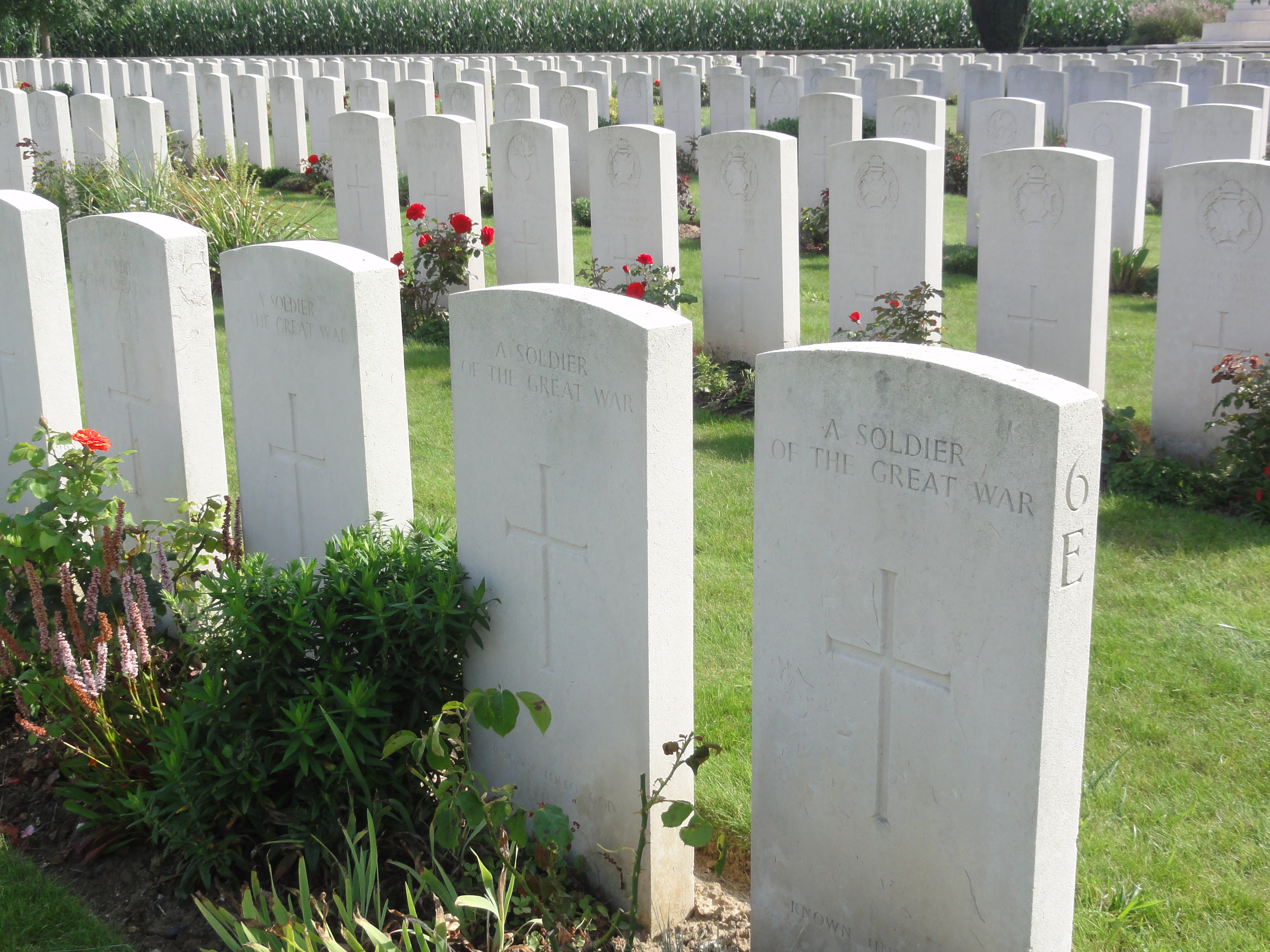